# 6609-es mellékút (Magyarország)
A 6609-as számú mellékút egy majdnem pontosan 3,5 kilométer hosszú, négy számjegyű országos közút Baranya vármegyében. Az idegenforgalmi szempontból megyei szinten igen nagy jelentőséggel bíró Orfű központját, egy attól északra eső településrészét és a község nyugati üdülőövezetét köti össze egymással, illetve biztosít számukra közlekedési kapcsolatokat a környező települések felé; közben megannyi remek panorámát is kínál a festői szépségű Pécsi-tóra.

## Nyomvonala
A 6608-as útból ágazik ki, annak 2,400-as kilométerszelvénye táján, Orfű központjában, nyugat felé. Kezdeti szakaszán Dollár utca néven húzódik a Pécsi-tó déli széle mellett, majd 800 méter után északabbi irányt vesz. Elhalad az Orfű Aquapark mellett, majd 1,7 kilométer után beletorkollik nyugat felől, Abaliget központja irányából a 6611-es út, bő 2,5 kilométer megtétele után. Második kilométere táján elhalad a település szabadstrandja mellett, majd egészen északi irányt vesz, a tó északnyugati sarkánál, Tekeres településrész déli szélénél pedig keletnek fordul. Változatlanul a tó partvonalát kíséri, míg vissza nem torkollik a 6608-as útba, annak majdnem pontosan az ötödik kilométerénél.
Teljes hossza, az országos közutak térképes nyilvántartását szolgáló kira.gov.hu adatbázisa szerint 3,499 kilométer.